# Batocerini
Los batocerinos (Batocerini) son una tribu de coleópteros crisomeloideos de la familia Cerambycidae.

## Géneros
Incluye los siguientes géneros:
- Abatocera
- Apriona
- Aprionella
- Batocera
- Doesburgia
- Megacriodes
- Microcriodes
- Mimapriona
- Mimobatocera
- Rosenbergia